# Stade Michel d'Ornano
Stade Michel d'Ornano er et fodboldstadion i Caen i Calvados-regionen af Frankrig. Stadionet er hjemmebane for Ligue 1-klubben SM Caen, og blev indviet i 1993. Det har plads til 21.500 tilskuere.

## Eksterne links
- World Stadiums Stadionprofil Arkiveret 10. juli 2008 hos  Wayback Machine

49°10′46.06″N 0°23′48.36″V / 49.1794611°N 0.3967667°V